# Psaliodes adhaesiata
Psaliodes adhaesiata är en fjärilsart som beskrevs av Felder 1875. Psaliodes adhaesiata ingår i släktet Psaliodes och familjen mätare. Inga underarter finns listade i Catalogue of Life.